# Eocyathispongia qiania
Eocyathispongia qiania — викопний вид губок, що існував в едіакарському періоді (600 млн років тому). Рештки губки знайдено у відкладеннях формації Душантуо у провінції Ґуйчжоу в Китаї. Описаний у 2015 році з крихітного зразка розміром 1,2×1,1 мм, який просканували електронним мікроскопом.

## Опис
Губка складалася з трьох порожніх трубочок, з'єднаних загальною основою. Зовні вона була покрита аналогами пінакоцитів (так називаються покривні клітини сучасних губок), між якими розташовувалися крихітні пори. У внутрішньому шарі E. qiania вченим вдалося розгледіти аналог комірцевих джгутикових клітин, якими сучасні губки створюють струм води, що допомагає фільтрації. Зразок, чий об'єм дорівнює всього 2—3 мм³, складений з сотень тисяч клітин.